# Немежино (гміна Свідвін)
Немежино (пол. Niemierzyno) — село в Польщі, у гміні Свідвин Свідвинського повіту Західнопоморського воєводства.
Населення — 123 особи (2011).

## Демографія
Демографічна структура станом на 31 березня 2011 року:
|          | Загалом | Допрацездатний вік | Працездатний вік | Постпрацездатний вік |
| -------- | ------- | ------------------ | ---------------- | -------------------- |
| Чоловіки | 66      | 10                 | 51               | 5                    |
| Жінки    | 57      | 12                 | 35               | 10                   |
| Разом    | 123     | 22                 | 86               | 15                   |